# Molophilus (Molophilus) pallidus
Molophilus (Molophilus) pallidus is een tweevleugelige uit de familie steltmuggen (Limoniidae). De soort komt voor in het Neotropisch gebied.